# Naval Group
Naval Group est un groupe industriel français spécialisé dans la construction navale de défense. Société de droit privé détenue principalement à hauteur de 62,25 % par l'État français et de 35 % par Thales, Naval Group est, depuis 2017, l'héritière des arsenaux français et de la Direction des constructions et armes navales (DCAN), devenue la Direction des constructions navales (DCN) en 1991 et DCNS en 2007 (le « S » ajouté pour la notion de système et de service). Depuis 2021, le groupe se recentre sur ses activités navales.
En 2025, le groupe emploie 16 722 personnes à travers 17 pays.
Naval Group se classait en 2024 au 27e rang mondial pour la production d'armement.

## Historique

### Origines
Les arsenaux de la Marine royale se développèrent en France à partir du XVIIe siècle, principalement sous les impulsions du cardinal de Richelieu, alors premier ministre de Louis XIII puis de Colbert, ministre de la Marine de Louis XIV. Cette politique destinée à alimenter les marines du Ponant et du Levant mène aux fondations de l’arsenal de Brest en 1631, de l'arsenal de Rochefort en 1665, l'extension de l'arsenal de Toulon, créé sous Henri IV, que suivront d'autres établissement tels l’arsenal de Lorient en 1778 ou encore l'acquisition des forges royales de Guérigny en 1781. En parallèle, la Section technique des constructions navales créée en 1895 assure la coordination entre la Marine nationale, le ministère de la Marine et les arsenaux.

### Réunification des activités

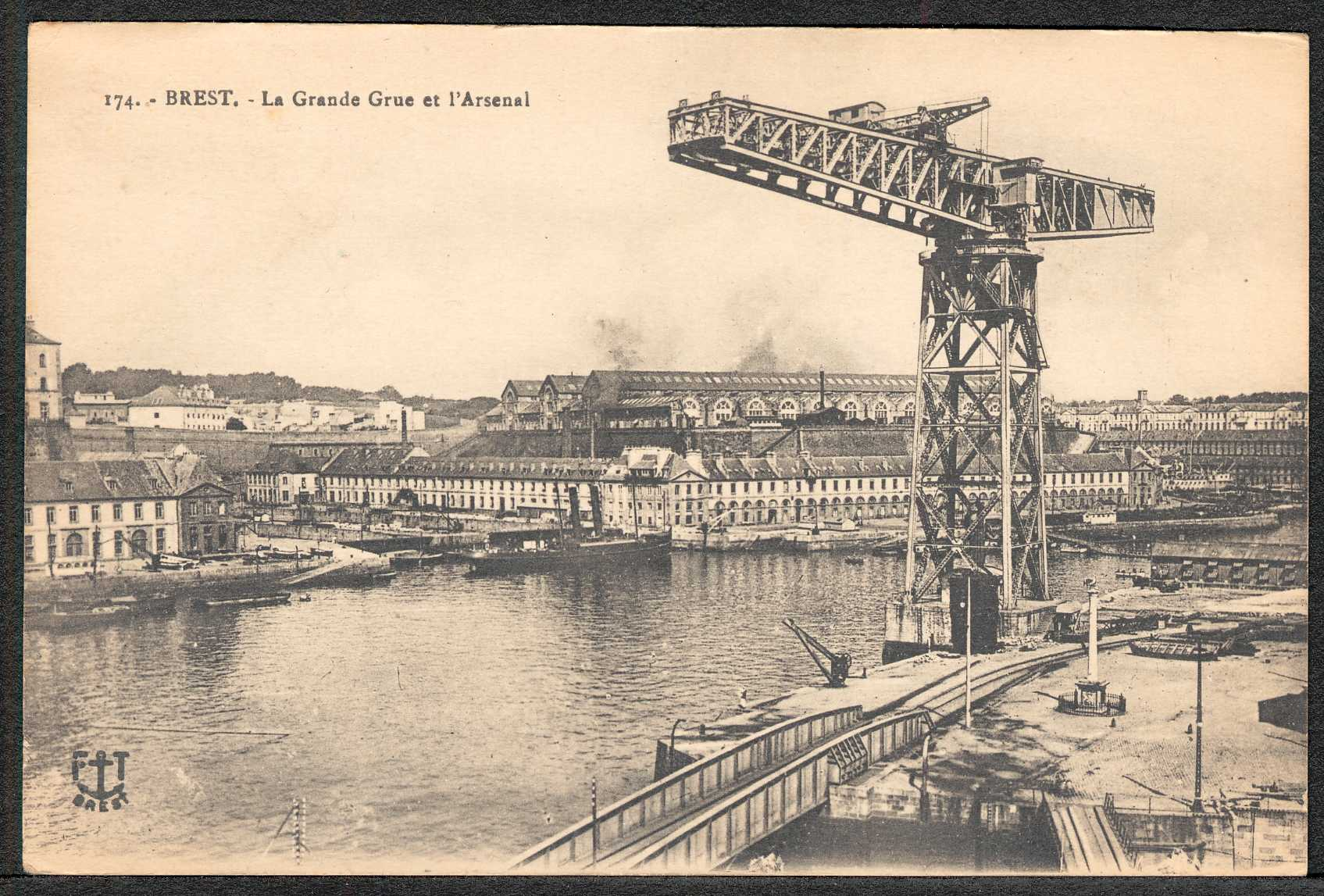
L'arsenal de Brest vers 1920.

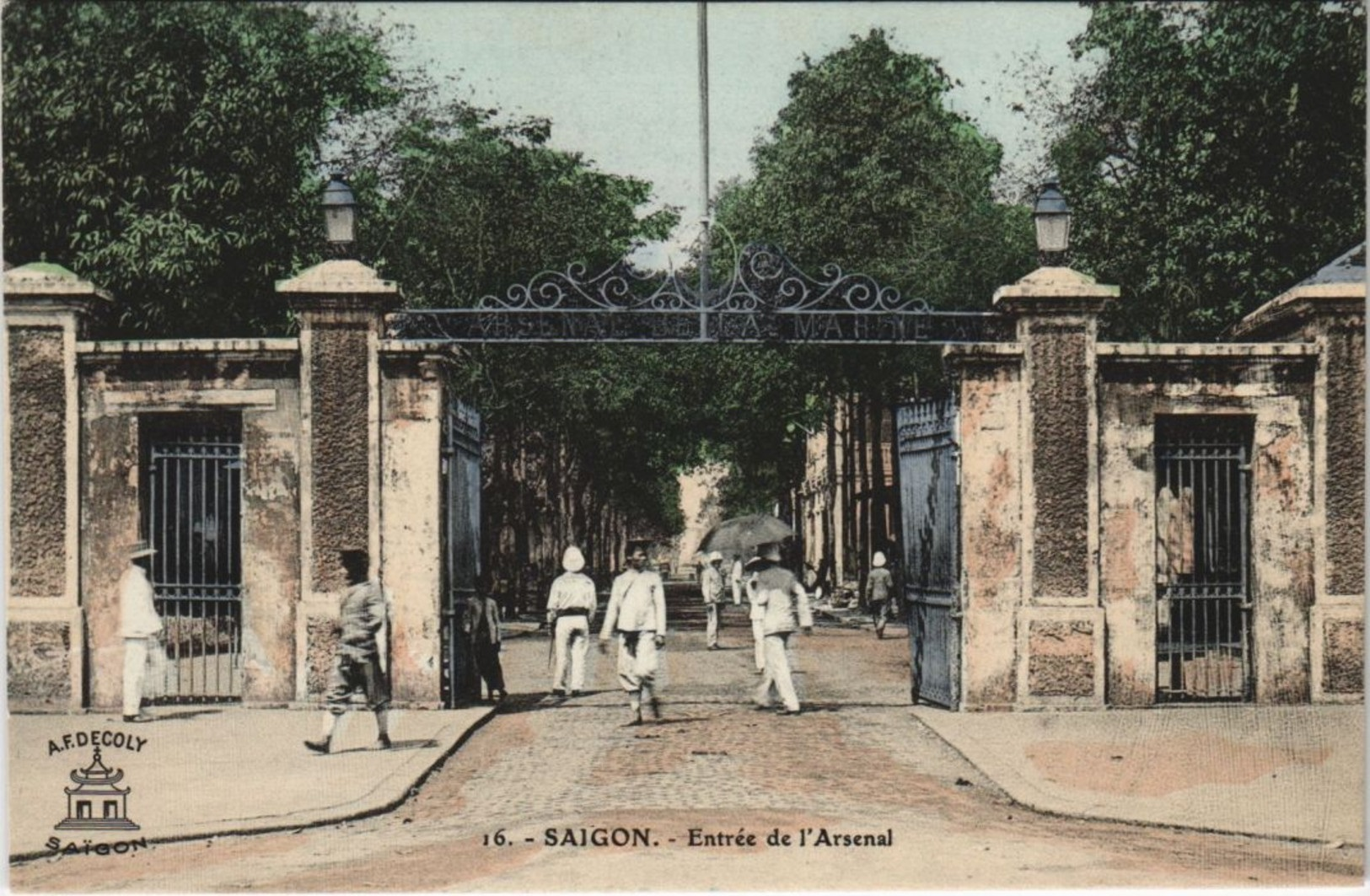
Entrée de l'arsenal de Saïgon vers 1930.

En 1927, un décret fixe définitivement les assignations des différents arsenaux et rationalise leurs rôles  : Brest et Lorient sont chargés de la construction des grands navires ; Cherbourg de celle des sous-marins ; Toulon, Bizerte et Saïgon ont pour mission l’entretien de la flotte. La production des canons est effectuée aux fonderies de Ruelle-sur-Touvre et d'Indret. Les armements maritimes sont alors limités par le traité naval de Washington de 1922, qui sera étendu par le traité naval de Londres de 1930. Les termes des traités conduisent à la conception de la classe de cuirassés rapides Dunkerque et lourds Richelieu.
En 1937, l’établissement de Gassin est créé, par la nationalisation des installations de Gassin de la SCB et de La Londe de la société Schneider, spécialisées dans le domaine des torpilles.
Dès 1944, Louis Jacquinot en tant que commissaire à la Marine est chargé de la reconstruction et la modernisation de la marine de guerre, particulièrement marquée par le drame de Mers-el-Kébir et le sabordage de la flotte à Toulon.
En 1946, à la sortie de la Seconde Guerre mondiale, un état des lieux des arsenaux français mené par le Gouvernement provisoire de la République française vient compléter le décret de 1927 concernant les attributions des différents sites : Brest est chargé de la construction et réparation des gros bâtiments ; Lorient de la construction de bâtiments moyens ; Cherbourg des sous-marins ; Toulon de la réparation et de l’entretien de la flotte. En ce qui concerne les sites non-côtiers, Indret est chargé des activités de propulsion des navires ; Ruelle de la construction de canons, de pièces de grande taille, de l’électronique ; Gassin de la production de torpilles ; Guérigny des chaînes et ancres de marine. Cinq sites sont situés outre-mer : Mers el-Kébir, Bizerte, Dakar, Diego-Suarez, Papeete.

### Création d'une direction centralisée

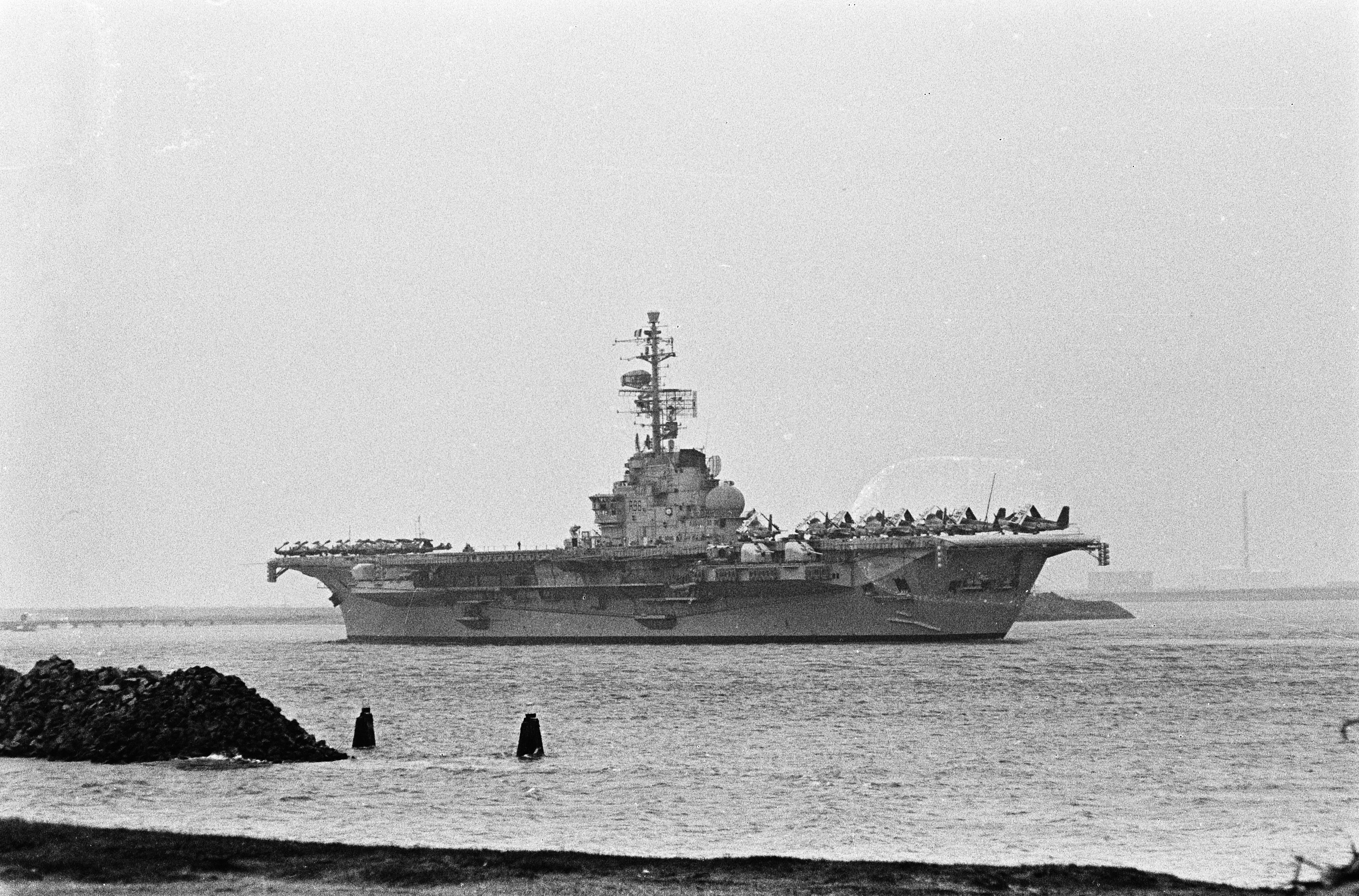
Le Clemenceau en 1962

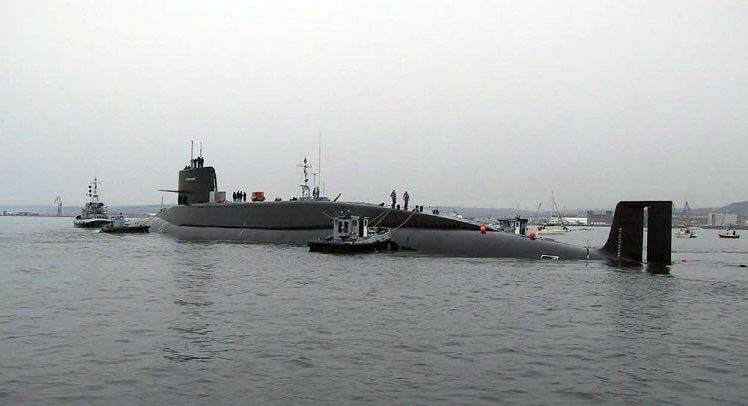
Le Redoutable, premier sous-marin à propulsion nucléaire et SNLE français.

Le 23 août 1946, le décret n°46-1860 conduit à la création de la Direction centrale des Constructions et Armes Navales (DCCAN) au sein du ministère de l'Armement. Ce décret est modifié par le décret n° 47-2103 du 22 octobre 1947, les départements ministériels propres à chaque armée (Terre, Air et Mer) passent sous l'autorité du ministre des Forces armées Pierre-Henri Teitgen et de deux secrétaires d’État, assistés de quatre organismes dont la Direction centrale des Constructions et Armes Navales (DCCAN), aux côtés de la DEFA, de la DP et de la DTIA. La DCCAN est alors placée sous l'autorité du secrétaire d'État à la Marine Joannès Dupraz, et est chargée de la conception des navires, dépendant de la Marine nationale.
Une série de projets est alors initiée à la fin des années 1940 : la classe de porte-avions Clemenceau et de sous-marin Narval.
En 1958, le lancement officiel par le général de Gaulle du programme nucléaire militaire français et de la politique de la dissuasion amorce une restructuration de la base industrielle et technologique de défense. Le projet Cœlacanthe réunit ainsi l'état-major de la marine, la DCCAN et le CEA, et aboutira à la mise en service en 1971 du Redoutable, premier sous-marin nucléaire lanceur d'engins français.
Jusqu'en 1961, la Marine nationale assure elle-même l’entretien et la réparation de sa flotte par l’intermédiaire de la DCCAN et de ses Directions des constructions et armes navales (DCAN) des différents arsenaux. Les DCAN sont dirigées par des ingénieurs militaires du corps des ingénieurs du génie maritime. À cette date, les arsenaux sont détachés de la responsabilité unique de la Marine (Direction centrale des Constructions et Armes navales - DCCAN) pour passer sous celle de la délégation ministérielle pour l’Armement (DMA), nouvellement instituée par Michel Debré ; ce qui permettra au cours des années 1970 une diversification de leurs activités.
En 1965, nouvelle dénomination, les arsenaux métropolitains et d’outre-mer dépendent désormais d'une direction unique, la Direction technique des constructions navales (DTCN), relevant toujours directement de la DMA. En 1977, la DMA devient la Délégation générale pour l’armement (DGA). L’objectif de cette réforme est de centraliser l’ensemble des capacités de conception et de construction des armées au sein d’une délégation interarmées sous l’autorité directe du gouvernement.

### Transformation en entreprise
Dans les années 1970, le contexte économique international et la décolonisation conduisent les DCAN à se développer sur de nouveaux marchés. À la perte des arsenaux d’outre-mer (dont des bases militaires sur des territoires devenus indépendants,,) s’ajoutent des besoins de la Marine française en navires désormais moins importants, et les crédits se font moins faciles à obtenir,. Cette dynamique s’accélère encore à la fin de la guerre froide, malgré la diversification des activités de la DTCN, dont le déminage des littoraux. Certains sites se spécialisent également dans des projets civils: Brest construit des wagons, Guérigny des machines agricoles, Toulon, des navires civils (yachts, paquebots,).
Mais, au-delà des carnets de commande, c’est en fait le statut public de la DTCN qui est peu à peu remis en cause, étant considéré comme une contrainte administrative pour le développement du potentiel des arsenaux français.
La DTCN a remporté ses premiers contrats à l’international dès la fin des années 1960 (Portugal, Afrique du Sud, Pakistan et Espagne) grâce à son sous-marin d'attaque conventionnel de type Daphné. Vendu à quinze exemplaires, le type Daphné était également en service dans la marine française.
Par décret, le 14 mai 1986, la DTCN devint la Direction des constructions navales (DCN).

### Changement de nom et orientation internationale
Cette évolution se fait en plusieurs étapes. En 1991, les Directions des constructions et armes navales (DCAN) changent de nom et reprennent universellement celui de la Direction des constructions navales (DCN) ; la même année, DCN international est créée. Cette société anonyme a pour vocation de promouvoir à l'étranger les activités de la DCN et de faciliter l'exportation de ses productions.
Puis, en 1992, les activités étatiques de la DCN sont rattachées au Service des Programmes Navals (SPN), qui a pour mission la maîtrise d'ouvrage des navires destinés à l'Armée française. Désormais, la DCN n’est plus chargée que des seules activités industrielles, tout en restant maintenue au sein de la DGA. Ce changement de statut permet à DCN International, à la fin des années 1990, d'accompagner commercialement et juridiquement la DCN dans le développement de ses offres à l'étranger.
La séparation complète entre la maîtrise d'ouvrage et la maîtrise d'œuvre est achevée en 1997 avec, d'une part, la création, au sein de la DGA, de la Direction des systèmes d'armes (DSA) et de son Service des programmes navals (SPN) et, d'autre part, la consolidation de la DCN en industriel maître d'œuvre des activités de constructions neuves et de réparations.
Cette stratégie de développement portée par DCN International se traduit par la signature de plusieurs contrats majeurs. En 1994, trois sous-marins Agosta sont livrés au Pakistan et, en 1997, deux sous-marins Scorpène sont produits pour le Chili. Un contrat est également remporté en 2000 pour la fourniture de six frégates du type Formidable pour Singapour. En 2002, un contrat pour deux sous-marins Scorpène est signé avec la Malaisie.
La DCN gagne également des contrats dans le domaine du forage pétrolier off-shore en 1997, le site de Brest modernise ainsi la plateforme Sedco 707, et construit des plateformes pétrolières de type SFX.
En 1999, la DCN devient un service à compétence nationale (SCN), sous le nom de 'DCN' sans référence à la dénomination Direction des constructions navales ; ce SCN est directement rattaché au ministère de la défense. Enfin, en 2001, le gouvernement français décide de transformer la DCN en entreprise anonyme de droit privé, dont l'État posséderait la totalité du capital. En 2003 le changement de statut est effectif : la DCN devient DCN-SA,.

### Développement de DCNS

logo de DCNS.

En 2007, le groupe acquiert la branche activités navales France de Thales, en reprenant les activités de la société Thales Naval France et celles d’Armaris, l’ancienne filiale que DCN et Thales Naval France détenaient à parité, et MOPA2 – la société chargée du projet de second porte-avions. Thales entre au capital du groupe à hauteur de 25 %, et DCN devient DCNS, le S adjoint faisant référence aux Services et à l'expertise dans les Systèmes. En 2011, Thales augmente sa participation et monte à 35 % du capital de DCNS.
L’évolution statutaire des années 2000 permet à DCNS de développer librement ses activités civiles démarrées depuis l’après-guerre et de les inscrire dans sa stratégie de croissance. C’est ainsi qu’en 2009, DCNS adopte le projet d’entreprise « championship », dont le but est de positionner le groupe comme un leader mondial du naval de défense et un innovateur dans l’énergie (nucléaire civil et énergies marines renouvelables). La vision « 2020+ », élaborée en 2012, sous-tend l’ambition exprimée.
Afin d’améliorer sa performance pour répondre à ses ambitions de croissance, DCNS se concentre notamment sur : l’innovation, l’internationalisation et le développement responsable. Les frégates multi-missions (FREMM) sont construites à partir de 2007 ; en 2008, l’appontage d’un drone aérien sur une frégate en navigation est une première mondiale. Pour assurer une cohérence à ses activités de recherche et développement, le groupe crée en 2011 DCNS Research.
Les contrats passés avec les marines internationales permettent à DCNS de s’implanter dans leurs pays respectifs : la filiale DCNS India est ainsi créée en 2008 un partenariat avec les chantiers publics MDL (Mazagon Dock Ltd) à la suite de deux contrats conclus en 2005 et 2008, portant sur la livraison de six sous-marins conventionnels Scorpène. De même, en 2013 est inauguré un site de construction de sous-marins au Brésil dans le cadre d’un contrat prévoyant également la livraison de 4 sous-marins Scorpène et le soutien à la réalisation d’une base navale. Le plus important contrat à l’international remporté par DCNS. En 2013 et 2014, le groupe poursuit son implantation en Malaisie à travers le programme de livraison des corvettes Gowind et signe un contrat majeur de corvette Gowind avec l'Égypte.
En 2013, Piriou et DCNS créent une société conjointe : Kership, pour produire les bâtiments multi-missions (B2M) et autres navires de soutien à l'action de l'État en mer.
En avril 2016, l'Australie annonce que son contrat de construction de douze sous-marins de 4 000 tonnes pour un montant total de 34,3 milliards d'euros est remporté par DCNS, face à ThyssenKrupp Marine Systems et au consortium japonais de Mitsubishi Heavy Industries et de Kawasaki Heavy Industries.
En avril 2017, après négociation, Fincantieri disposera d’environ 48 % du capital des Chantiers de l'Atlantique, l’État français conserve ses 33,3 %, DCNS entre à hauteur de 12 % et une fondation bancaire italienne détiendra le solde.

### Naval Group
Le 28 juin 2017, DCNS change de nom et devient Naval Group, presque 400 ans après la fondation de la Marine royale en 1624.
Le 8 décembre 2020, le président de la République Emmanuel Macron officialise le lancement du programme de porte-avions de nouvelle génération ainsi que le choix de doter le successeur du Charles de Gaulle d'une propulsion nucléaire, Naval Group opérant notamment en collaboration avec les Chantiers de l'Atlantique, Framatome et TechnicAtome, sous la supervision de la Direction générale de l’armement (DGA) et du Commissariat à l'énergie atomique (CEA).

## Produits
Les activités de Naval Group sont destinées principalement à la réalisation de A à Z de navires de combat naval de défense, cœur historique de l’activité (navires, sous-marins, maintien en conditions opérationnelles des forces). En tant que systémier intégrateur, Naval Group est présent sur la totalité du cycle de vie des navires : conception ; construction ; intégration des armes, systèmes et équipements ; maintien en conditions opérationnelles ; déconstruction et démantèlement. L'entreprise fournit également des services pour les chantiers navals, les bases navales et les équipages.
Naval Group conçoit, réalise et maintient en condition opérationnelle des systèmes navals de surface, des sous-marins ainsi que leurs systèmes et infrastructures associés. En tant que maître d’œuvre et intégrateur de navires armés, Naval Group intervient sur l’ensemble de la chaîne de valeur : programmation stratégique, la conception, la construction, le maintien en condition opérationnelle.
Le groupe fournit ainsi la Marine nationale française et les marines étrangères, pour les produits conventionnels, avec autorisation du gouvernement français. Il met également son expertise militaire au service de l’Armée de l’air pour concevoir des systèmes automatisés de navigation et de combat.

### Systèmes navals de surface
- Frégates multi-missions et intermédiaire : FREMM classe Aquitaine en coopération avec Fincantieri pour les navires et Finmeccanica pour les radars et Frégate de défense et d'intervention
- Frégates de défense aérienne : Classe Horizon en coopération avec Fincantieri
- Navires de moyen tonnage : corvette Gowind et bâtiments multi-missions d'Entrecasteaux
- Porte-avions : porte-avions Charles de Gaulle et porte-avions de nouvelle génération en coopération avec Chantiers de l'Atlantique
- Porte-hélicoptères : Classe Mistral
- Construction de drones aériens pour la marine
- Système de combat pour navires de surface SETIS
- Systèmes embarqués de surveillance et de transmission de liaisons de données au profit de la sécurité maritime POLARIS et NIDL
- Système de conduite automatisé des navires de surface SHIPMASTER
- Système embarqué de lutte contre la menace asymétrique Digital Combat Bridge

### Sous-marins et armes sous-marines
- Sous-marins propulsion conventionnels : Classe Daphné, Classe Agosta 70, classe Scorpène, SMX-Ocean, classe Andrasta et Shortfin Barracuda conventionnel
- Sous-marins nucléaires d'attaques (SNA) : Classe Rubis et Classe Suffren
- Sous-marins nucléaires lanceurs d'engins (SNLE) : classe Le Redoutable, Classe Le Triomphant et troisième génération (SNLE 3G)
- Torpilles
  - Torpilles lourdes F21
  - Torpilles légères MU90
- Système de contre-mesure CANTO
- Système de combat intégré pour sous-marin SUBTICS
- Système de propulsion anaérobie : Le système de propulsion anaérobie (AIP) de Naval Group associe deux technologies. Ces deux technologies, sont deux technologies de rupture protégées par 70 brevets[63]. L’AIP est une alternative à la propulsion nucléaire et permet de prolonger le temps d’immersion. En remontant moins souvent à la surface, le sous-marins est moins facilement détectable donc moins vulnérable[64]. Depuis 2019, Naval Group développe le principe des batteries au lithium avec son Li-ion battery system (LIB). Plusieurs applications de cette batterie sont étudiées : sous-marins, torpilles, bâtiments de surface et porteurs nucléaires[65].

### Équipements
- Système de lancement vertical de missiles Sylver
- Système de manutention d’hélicoptères Samahé
- Grilles d'appontage permettant l'atterrissage et le décollage des hélicoptères et des drones
- Mâts hissables permettant de hisser hors de l'eau les capteurs du sous-marin lors de l'immersion périscopique et de mettre en œuvre le tube d'air frais qui alimente en air les moteurs diesel des sous-marins
- Lignes d'arbre
- Tubes lance-armes pour sous-marins
- Tubes lance-torpilles pour navires de surface
- Réducteurs
- Echangeurs

### Services
- Maintien en conditions opérationnelles des navires, des sous-marins et des systèmes
- Modernisation des systèmes de combat et de plateforme des navires de surface et des sous-marins
- Formation et entraînement des équipages et des industriels locaux 
  - Formation à l'exploitation et à la maintenance des systèmes et équipements
  - Formation opérationnelle
  - Formation à la construction dans le cadre de programmes de transfert de technologie

### Drones
En juillet 2022, Naval Group annonce une réorganisation de l'entreprise visant notamment à créer un centre d'excellence des drones, systèmes autonomes et armes sous-marines. L'industriel prévoit dans ce cadre un investissement de 140 millions d'euros dans le Var.
- Navires porte-drones du programme belgo-néerlandais rMCM (replacement Mine Counter Measure). Ces navires destinés à la lutte contre les mines destinés aux marines belge et néerlandaise sont conçus pour la mise en œuvre d'engins autonomes sous-marins, de surface et aériens. Le programme est mené en coopération avec ECA Group.
- Drone sous-marin D19[69]
- Système de lancement et de récupération automatique pour drones LARS (launch and recovery system)[70]
- Démonstrateur de Drone sous-marin Océanique (DDO)[71]

### Anciennes constructions, retirées du service (depuis 1946)
| Classe             | Type                        | Période de construction | Navires construits |
| ------------------ | --------------------------- | ----------------------- | ------------------ |
| Narval             | Sous-marin                  | 1951 - 1955             | 4                  |
| Le Corse           | Escorteur rapide            | 1952 - 1955             | 4                  |
| Le Normand         | Escorteur rapide            | 1952 - 1955             | 14                 |
| L'Adroit           | Escorteur côtier            | 1954 - 1956             | 4                  |
| T 47               | Escorteur d'escadre         | 1955 - 1957             | 12                 |
| Aréthuse           | Sous-marin                  | 1955 - 1960             | 4                  |
| Clemenceau         | Porte-avions                | 1955 - 1963             | 2                  |
| Gymnote            | Sous-marin expérimental     | 1955 - 1966             | 1                  |
| T 53               | Escorteur d'escadre         | 1957 - 1958             | 5                  |
| T 56               | Escorteur d'escadre         | 1958 -1960              | 1                  |
| Commandant Rivière | Avisos-escorteurs           | 1958 - 1964             | 9                  |
| Jeanne d'Arc       | Croiseur porte-hélicoptères | 1959 - 1964             | 1                  |
| Suffren            | Frégate                     | 1962 - 1966             | 2                  |
| Daphné             | Sous-marin                  | 1963 - 1975             | 26                 |
| Le Redoutable      | Sous-marin NLE              | 1964 - 1985             | 6                  |
| Aconit             | Corvette                    | 1968 - 1973             | 1                  |
| Tourville          | Frégate                     | 1970 - 1977             | 3                  |
| Agosta             | Sous-marin                  | 1972 - 2006             | 13                 |
| Estienne d'Orves   | Avisos-escorteurs           | 1972 - 1984             | 20                 |
| Georges Leygues    | Frégate                     | 1974 - 1990             | 7                  |
| Rubis              | Sous-marin                  | 1976 - 1993             | 6                  |
| Eridan             | Chasseur de mines           | 1981 - 1989             | 35                 |
| Cassard            | Frégate                     | 1982 - 1991             | 2                  |

## Marché d'export
Naval Group capte une part de marché de l'armement naval de 17% en 2016, principalement en Amérique du Sud (Brésil 4 classe Scorpène) et en Asie (Inde 6 classe Scorpène, Malaisie 2 classe Scorpène), et il faut signaler le contrat avec l'Australie en 2016 pour 12 type Shortfin Barracuda, qui a fait l'objet d'une résiliation pour convenance en septembre 2021.

### Argentine
- En Argentine, en 2018, Naval Group remporte le marché pour 4 patrouilleurs Gowind, pour 319 millions d'euros[73].

### Australie
- En Australie, où le groupe Naval Group a remporté en 2016[74] un appel d'offres pour la construction de sous-marins. Après dix-huit mois de négociations, un accord de partenariat stratégique entre le gouvernement australien et l’industriel français Naval Group a été signé le 11 janvier 2019 pour la construction de douze sous-marins d’attaque Shortfin Barracuda pour un montant de 31 milliards d’euros[75]. À la surprise générale, l'Australie annule cet important contrat le 15 septembre 2021 en annonçant un nouvel accord de coopération militaire avec les États-Unis et le Royaume-Uni lui permettant d'acquérir des sous-marins à propulsion nucléaire[76].

### Brésil
- Au Brésil, Naval Group a remporté le marché PROSUB en décembre 2008, en partenariat avec le conglomérat Odebrecht. Ce programme prévoit la construction à Itaguai grâce à un transfert de technologie de 4 sous-marins de la classe Riachuelo, dérivés du sous-marin Scorpène.

### Belgique
- En Belgique, Belgium Naval and Robotics, consortium constitué de Naval Group et ECA Group, s'est vu notifié le contrat de fourniture de 12 chasseurs de mines équipés de leurs systèmes de drones (une centaine de drones au total) dont le contrat a été ratifié en 2019. Six navires sont destinés à la marine belge, les six autres seront livrés à la marine néerlandaise[77].

### Canada
- À la fin des années 1980, la marine canadienne avait envisagé d'acquérir 10 ou 12 sous-marins nucléaires d'attaque français de la classe Rubis, mais la fin de la guerre froide et les difficultés budgétaires conduiront à l'abandon de ce projet[78].

### Chili
- En 1997[79], Naval Group, alors DCNS, est choisi par la marine chilienne pour la construction de 2 sous-marins Scorpène.

### Émirats arabes-unis
- Aux Émirats arabes unis, Naval Group travaille avec ADSB (Abu Dhabi Ship Building Company) à la suite de l'annonce d'Emmanuel Macron en novembre 2017 de l'achat de deux Gowind, des corvettes multimissions par les Émirats arabes unis[80].

### Égypte
- En 2014, Naval Group se voit confier par l’Égypte un marché de fourniture de 4 corvettes Gowind[81]. Un navire est construit sur le site Naval Group de Lorient et les trois autres sont construits à Alexandrie[82], sous la responsabilité d'Alexandria Shipyard (ASY) dans le cadre d'un transfert de technologie.

### Grèce
- Le 24 mars 2022, la Grèce signe avec Naval Group un contrat de réalisation de trois frégates de défense et d'intervention (FDI HN), plus une en option, assorti d'un contrat de maintien en condition opérationnelle[83]. Le contrat inclut également la fourniture de torpilles MU90 et de contre-mesures CANTO.

### Inde
- En Inde, Naval Group a été sélectionné par la Marine indienne en 2005 pour la construction de 6 sous-marins Scorpène. Tous les sous-marins de la classe Kalvari sont construits à Mumbai sous la responsabilité des chantiers publics MDL (Mazagon Dock Ltd), dans le cadre d'un programme de transfert de technologie.

En 2022, le groupe annonce ne pas pouvoir participer à l'appel d'offres lancé par la marine indienne, les exigences de cette dernière étant trop importantes. L'appel d'offres concerne la fabrication de 6 sous-marins.

### Malaisie
- En Malaisie, Naval Group et son partenaire local Boustead ont fondé la coentreprise Boustead DCNS Naval Corporation SDN BHD (49/51 %) destinée à la maintenance et au soutien opérationnel des deux Scorpènes vendus en 2002 : le KD Tunku Abdul Rahman et le KD Tun Abdul Razak.

### Pays-Bas
- Le 15 mars 2024, le ministère néerlandais de la Défense annonce retenir l’offre déposée par Naval Group et Royal IHC pour le remplacement des quatre sous-marins de la classe Walrus de la Marine Royale Néerlandaise dans le cadre du programme WRES. Le contrat, d'une valeur estimée à 2,5 milliards d'euros, n'est toutefois pas encore conclu et TKMS (compétiteur de Naval Group pour ce contrat) a dénoncé ce choix en justice[85]. Le 30 septembre 2024, le contrat avec Naval Group est finalement validé[86].

### Pologne
- Naval Group a des partenariats stratégiques avec des chantiers SMW Gdynia en Pologne.

### Roumanie
- En Roumanie, Naval Group remporte un contrat de 1,2 milliard d'euros pour la livraison de quatre corvettes Gowind. Le groupe avait présenté fin 2018 la meilleure proposition, mais l'appel d'offres avait été mis en suspens en janvier 2019 après plusieurs tentatives de déstabilisation et des pressions de la part de Liviu Dragnea, président social-démocrate de la Chambre des députés roumain. Elle a finalement été définitivement validée le 2 juillet 2019[87].

### Singapour
- Naval Group a construit à Lorient la première des six frégates de classe Formidable pour la marine de Singapour au début des années 2000. Les cinq autres ont été construites par le chantier de la cité-État ST Engineering, dans le cadre d’un transfert de technologie[88].

### Énergies et infrastructures marines
Naval Group collabore ainsi avec EDF, le CEA et Areva à la construction des centrales EPR et à l’entretien de centrales nucléaires. Le groupe construit également des centrales électriques thermiques et des bases navales, notamment des centrales électriques à Mayotte, La Réunion et Saint-Pierre-et-Miquelon. Il assure l’assistance à la réalisation des bases navales à l’international, comme le site industriel de construction de sous-marins de la baie de Sepetiba près d’Itaguaí au Brésil.
Naval Group investit enfin en 2013 dans quatre technologies marines renouvelables : les hydroliennes, l’énergie thermique des mers (ETM), les éoliennes flottantes et l’énergie houlomotrice. Sa prise de contrôle de la société irlandaise OpenHydro en 2013 lui permet de passer de la phase de recherche et développement à une phase de production industrielle.
En 2016 le groupe crée la filiale Naval Énergies pour porter l'ensemble de ses activités de développement dans les énergies marines renouvelables.
Le 5 juin 2018, Microsoft et Naval Group immergent le premier data center sous-marin au large des Orcades en Écosse dans le cadre du projet Natick.
En 2021, Naval Group met fin à ses activités dans le domaine des énergies renouvelables. Naval Energies est racheté par l’entreprise italienne Saipem.

## Organisation
Naval Group est une société anonyme de droit privé dont l’actionnaire principal est l’État français, avec 62,49 % du capital. Le groupe Thales possède 35 % du capital et les salariés détiennent 1,64 % du capital. Naval Group emploie fin 2021, 16 028 personnes, dont plus de la moitié est constituée de salariés de droit privé et l’autre moitié d’ouvriers d’État. Présent dans 18 pays, le groupe a développé plusieurs partenariats à l’étranger par l’intermédiaire de ses filiales et joint-ventures.

### Implantations

#### En France
Naval Group dispose de 11 implantations en France, chacune spécialisée dans des métiers distincts.
- Bagneux : systèmes d’information et de surveillance
- Bouguenais : Recherche et développement (Technocampus Ocean). Cofondateur du pôle de compétitivité EMC2
- Brest : services, maintien en condition opérationnelle des navires et sous-marins, maintenance des infrastructures industrielles portuaires de la Marine, énergies marines renouvelables. Le site se situe dans l’arsenal de Brest, sur l’Île Longue et dans la zone d'activité du Froutven et est partie prenante du « Pôle Mer Bretagne ».
- Cherbourg : production de sous-marins
- Lorient : Systèmes navals de surface
- Nantes-Indret : Sous-marins, propulsion nucléaire ; Porte-avions nouvelle génération (PANg)[98].
- Paris : Siège social du groupe
- Ruelle-sur-Touvre : Sous-marins, systèmes automatisés, simulateurs, formation
- Saint-Tropez-Gassin : Armes sous-marines (torpilles)
- Toulon : Services, entretien des sous-marins et du porte-avions Charles de Gaulle
- Toulon-Ollioules : systèmes d’informations et de surveillance (Technopole de la mer[99])

#### Dans le monde

##### Bureaux de représentation
Naval Group possède des bureaux de représentation au Chili, en Colombie, en Égypte aux Émirats arabes unis, en Grèce, en Indonésie et aux Pays-bas et aux Philippines.

##### Filiales

###### Afrique
- Égypte:
  - Alexandria Naval for Maintenance and Industry, filiale détenue à 100 % par Naval Group.

###### Amérique
- Brésil:
  - Itaguai Construcoes Navais SA, joint-venture détenue par Naval Group à hauteur de 41 %.
  - Naval Group BR Sistemas de Defesa, filiale détenue à 100 % par Naval Group.

###### Asie-Pacifique
- Australie:
  - Naval Group Pacific, filiale détenue à 100 % par Naval Group.
- Inde:
  - Naval Group India, filiale détenue à 100 % par Naval Group.
- Malaisie:
  - Boustead DCNS Naval Corporation, joint-venture détenue par Naval Group à hauteur de 40 %.
  - Naval Group Malaysia, filiale détenue à 100 % par Naval Group.
- Singapour:
  - Naval Group Far East, filiale détenue à 100 % par Naval Group.

###### Europe
- Belgique:
  - Naval Group Belgium, filiale détenue à 100 % par Naval Group.

- France:
  - Accuwatt Technologies, filiale détenue à 100 % par Naval Group spécialisée dans la conception, le développement et la réalisation de packs batteries pour un usage en environnement contraint.
  - Chantiers de l'Atlantique, société détenue par Naval Group à hauteur de 11,67 %.
  - Défense Environnement Services, joint-venture détenue par Naval Group à hauteur de 49 %.
  - Kership, joint-venture détenue par Naval Group à hauteur de 45 %.
  - Sirehna, filiale détenue à 100 % par Naval Group spécialisée en hydrodynamique, systèmes embarqués et contrôle dynamique de plateforme.
  - TechnicAtome, société détenue par Naval Group à hauteur de 20,32 %.
- Italie
  - Naviris, joint-venture détenue à 50/50 par Naval Group et Fincantieri.
- Pays-bas:
  - Naval Group BV Den Haag, filiale détenue à 100 % par Naval Group.

###### Moyen-Orient
- Arabie saoudite :
  - Naval Group Support et Naval Group Arabia, filiales détenues à 100 % par Naval Group.
  - Zamil Naval, joint-venture détenue par Naval Group à hauteur de 55 %.

### Directeurs
DCN (1986)
- Henri Cazaban (1986-1991)
- Jacques Grossi (1991-1995)
- Gérald Boisrayon (1995-1997)
- Rodolphe Greif (1997-2000)
- Jean-Marie Poimbœuf (2000-2009)

DCNS (2003)
- Patrick Boissier (2009-2014)
- Hervé Guillou (2014-2020)

Naval Group (2017)
- Pierre Éric Pommellet (depuis 2020)

### Données financières
|                                               | 2022  | 2021   | 2020  | 2019  | 2018  | 2017 | 2016 | 2015  | 2014   | 2013  | 2012  |
| Chiffre d’affaires (en milliards €)           | 4,353 | 4,005  | 3,291 | 3,70  | 3,60  | 3,19 | 3,19 | 3,06  | 3,07   | 3,36  | 2,93  |
| Prises de commandes (en milliards €)          | 5,750 | 3,022  | 3,44  | 5,30  | 3,70  | 4,02 | 3,52 | 3,60  | 2,27   | 2,53  |       |
| Carnet de commandes (en milliards €)          | 15,3  | 14,069 | 15,2  | 15,0  | 13,8  | 13,7 | 11,6 | 12,26 |        | 13,22 | 14,46 |
| Résultat opérationnel courant (en millions €) | 419   | 270,7  |       |       |       |      |      |       |        | 166,4 | 208,5 |
| Résultat net (en millions €)                  | 339,4 | 192,5  | 57,5  | 188,2 | 178,2 | 93,2 | 94,3 | 68,4  | -336,1 | 104,1 | 163,7 |

## Polémiques et affaires politico-financières

### Affaire Karachi
L’affaire Karachi, ou affaire des frégates d’Arabie saoudite et des sous-marins du Pakistan, est une affaire d'État politico-financière concernant des commissions associées à plusieurs contrats d’armement signés en 1994 sous le gouvernement Balladur : un qui prévoyait la vente par la France de frégates à l’Arabie saoudite et un autre sur la vente de sous-marins au Pakistan.
Deux procès ont lieu en 2019 et 2021, et ont abouti à la condamnation de Ziad Takieddine et Abdul Rahman Al-Assir (intermédiaires), Dominique Castellan (PDG de la branche internationale de la Direction des constructions navales), Nicolas Bazire (directeur du cabinet du Premier ministre), Renaud Donnedieu de Vabres (chef de cabinet du ministre de la Défense), Thierry Gaubert (collaborateur du ministre du Budget Nicolas Sarkozy) et François Léotard (ministre de la Défense) pour abus de biens sociaux.
Une partie de ces commissions auraient, via des rétrocommissions, financé la campagne du Premier ministre français Édouard Balladur à l’élection présidentielle de 1995, toutefois le financement illégal de la campagne électorale n’a pas été établi par la justice. Le lien supposé entre cette affaire politico-financière, et l’attentat du 8 mai 2002 à Karachi, au Pakistan qui a déclenché l'enquête aboutissant à cette affaire, reste hypothétique à ce jour, n'ayant encore jamais été prouvé.

### Affaire des frégates de Taïwan
L'affaire des frégates de Taïwan est liée à un contrat d’armement signé en août 1991 par la société Thomson-CSF, pour le remplacement de frégates. Ce contrat aurait été obtenu par la société par des rétrocessions données à plusieurs officiers via la Suisse, ce que le contrat interdisait. L’État français a dû s'acquitter de 591 millions d'euros.

### Brésil
Le parquet national financier enquête depuis l’automne 2016 sur le contrat d’armement entre la France et le Brésil portant principalement sur cinq sous-marins. Signé en 2009 sous le mandat de Nicolas Sarkozy, et d’un montant de 6,7 milliards d’euros, le programme de défense baptisé Prosub pourrait avoir donné lieu à des pots de vin. Il incluait un transfert de compétence, la construction d'un chantier naval et d'une base militaire visant à assurer la protection des côtes brésiliennes et des gisements de pétrole en eau profonde.

### Malaisie
Un procès pour corruption a été requis le 20 juin 2024 pour Thales, DCN International et des ex-dirigeants dans le cadre de l’affaire, qui remonte à 2002, de la vente des sous-marins Scorpène et Agosta. La justice soupçonne des responsables d’avoir utilisé des contrats pour cacher des pots-de-vin au ministre malaisien de la Défense de l’époque, Najib Razak, afin qu’il sélectionne l’offre française.

## Communication
Naval Group a par ailleurs partagé son expertise technique en matière de matériaux composites pour coques de navires et de systèmes de navigation lors de la construction du trimaran expérimental L'Hydroptère, et a été partenaire de l’équipe Areva Challenge, qui a participé à la Coupe de l'America en 2007. Naval Group est partenaire de l'Association Hermione La Fayette dans le cadre de la promotion des métiers du naval et de la transmission des savoir-faire[réf. nécessaire].
À travers son site industriel à Toulon-Ollioules, Naval Group est partenaire depuis 2005 du Rugby club toulonnais.

### Activité de lobbying

#### Auprès de l'Assemblée nationale
Naval Group est inscrit comme représentant d'intérêts auprès de l'Assemblée nationale. Il déclare à ce titre en 2013 que les coûts annuels liés aux activités directes de représentation d'intérêts auprès du Parlement sont compris entre 40 000 et 50 000 euros.

#### Auprès des institutions de l'Union européenne
Naval Group est inscrit depuis 2011 au registre de transparence des représentants d'intérêts auprès de la Commission européenne. Il déclare en 2016 pour cette activité 7 collaborateurs à temps plein et des dépenses d'un montant compris entre 100 000 et 200 000 euros.